# خانه سلطان‌القرایی
خانه سلطان‌القرایی مربوط به دوره قاجار - دوره پهلوی است و در تبریز، خیابان شمس تبریزی، خیابان مفتح، بن‌بست کوزه‌گر واقع شده و این اثر در تاریخ ۱۳ خرداد ۱۳۸۶ با شمارهٔ ثبت ۱۹۲۰۴ به‌عنوان یکی از آثار ملی ایران به ثبت رسیده است.